# 圣皮埃尔德科隆比耶
圣皮埃尔-德科隆比耶（法語：Saint-Pierre-de-Colombier，法語發音：[sɛ̃ pjɛʁ də kɔlɔ̃bje]）是法国阿尔代什省的一个市镇，属于拉让蒂耶尔区。

## 地理
圣皮埃尔-德科隆比耶（44°42'17"N, 4°15'44"E）面积9.43 平方千米，位于法国奥弗涅-罗讷-阿尔卑斯大区阿尔代什省，该省份为法国东南部内陆省份，北起顺时针与卢瓦尔省、伊泽尔省、德龙省、沃克吕兹省、加尔省、洛泽尔省和上盧瓦爾省接壤。
与圣皮埃尔-德科隆比耶接壤的市镇（或旧市镇、城区）包括：比尔泽、希罗勒、瑞维纳、贝索尔盖河畔拉巴斯蒂德、梅拉斯、蒙珀扎苏博宗。
圣皮埃尔-德科隆比耶的时区为UTC+01:00、UTC+02:00（夏令时）。

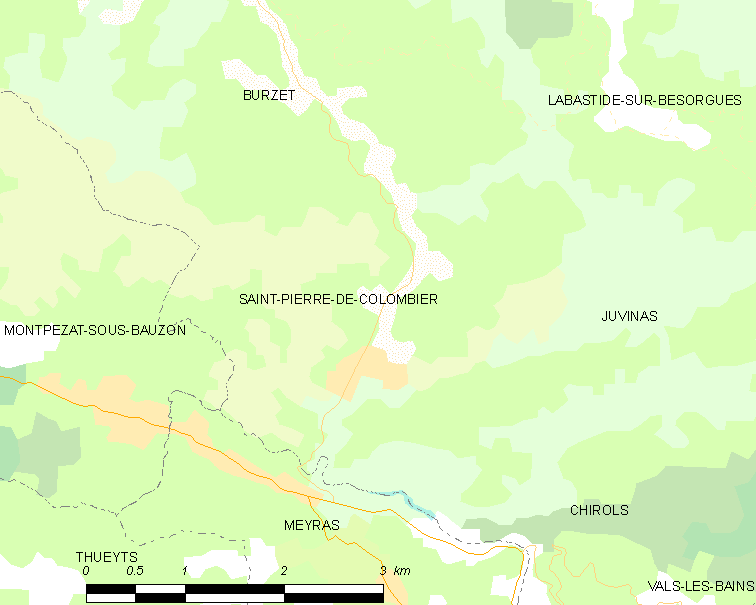
圣皮埃尔-德科隆比耶的OSM定位图

## 行政
圣皮埃尔-德科隆比耶的邮政编码为07450，INSEE市镇编码为07282。

## 政治
圣皮埃尔-德科隆比耶所属的省级选区为上阿尔代什县。

## 人口

1962-2008年间圣皮埃尔-德科隆比耶人口变化图示

圣皮埃尔-德科隆比耶于2022年1月1日时的人口数量为443人。